# Джалилов, Рауль Закирович
Рауль Закирович Джалилов (род. 20 июля 1994, Бишкек) — казахстанский (ранее — киргизский) футболист, полузащитник клуба «Алга».

## Клубная карьера
Сын бывшего вратаря сборной Кыргызстана Закира Джалилова. Первый тренер — Рашид Мифтахов. Взрослую карьеру начал в 2011 году в команде «Нефтчи» (Кочкор-Ата) в чемпионате Кыргызстана, а в 2012 году играл за «Алгу». В составе обеих киргизских команд становился серебряным призёром чемпионата и финалистом национального кубка, в составе «Нефтчи» также играл в матчах Кубка президента АФК. Выходил на поле в матчах «Нефтчи» вместе со своим отцом.
В 2013 году перешёл в клуб Первой лиги Казахстана «Сункар». В 2014 году подписал контракт с клубом Высшей лиги «Тобол». Дебютировал в чемпионате Казахстана 15 марта того же года в матче первого тура против семейского «Спартака», в котором был заменён на 57-й минуте. Сезон 2015 провёл в аренде в клубе Первой лиги «Булат-АМТ». 4 января 2018 года подписал контракт с командой «Жетысу».

## Карьера в сборной
Является воспитанником киргизского футбола, однако в 2013 году, будучи игроком казахстанского клуба «Сункар», игрок проигнорировал вызов на товарищеские матчи в сборную Кыргызстана, что тренер сборной Сергей Дворянков связал с желанием игрока сменить гражданство. При этом сообщается, что руководство клуба не препятствовало отъезду футболиста, а инициатива исходила от самого игрока. В начале 2014 года Рауль Джалилов получил гражданство Республики Казахстан. В 2015 году выступал за молодёжную сборную Казахстана на Кубке Содружества.